# Uromyces neurocarpi
Uromyces neurocarpi ist eine Ständerpilzart aus der Ordnung der Rostpilze (Pucciniales). Der Pilz ist ein Endoparasit der Hülsenfrüchtlergattung Clitoria. Symptome des Befalls durch die Art sind Rostflecken und Pusteln auf den Blattoberflächen der Wirtspflanzen. Sie ist in Mittel- und Südamerika verbreitet.

## Merkmale

### Makroskopische Merkmale
Uromyces neurocarpi ist mit bloßem Auge nur anhand der auf der Oberfläche des Wirtes hervortretenden Sporenlager zu erkennen. Sie wachsen in Nestern, die als gelbliche bis braune Flecken und Pusteln auf den Blattoberflächen erscheinen.

### Mikroskopische Merkmale
Das Myzel von Uromyces neurocarpi wächst wie bei allen Uromyces-Arten interzellulär und bildet Saugfäden, die in das Speichergewebe des Wirtes wachsen. Die Spermogonien der Art wachsen oberseitig auf den Wirtsblättern. Die ihnen gegenüber wachsenden Aecien der Art finden sich oft entlang von Blattadern. Ihre Aeciosporen ähneln den Uredosporen. Die überwiegend blattunterseitig wachsenden Uredien des Pilzes sind zimtbraun. Ihre ebenfalls zimtbraunen Uredosporen sind 22–26 × 21–25 µm groß, dreieckig eiförmig bis kugelig und stachelwarzig. Die meist unterseitig auf den Oberflächen der Wirtsblätter wachsenden Telien der Art sind gelbbraun, kompakt und unbedeckt. Die hell goldenen Teliosporen sind einzellig, in der Regel schmal bis lang ellipsoid, warzig und meist 28–36 × 11–16 µm groß. Ihre Stiele sind hyalin und bis zu 65 µm lang.

## Verbreitung
Das bekannte Verbreitungsgebiet von Uromyces neurocarpi reicht von Mexiko und der Karibik bis nach Südamerika.

## Ökologie
Die Wirtspflanzen von Uromyces neurocarpi sind verschiedene Clitoria-Arten. Der Pilz ernährt sich von den im Speichergewebe der Pflanzen vorhandenen Nährstoffen, seine Sporenlager brechen später durch die Blattoberfläche und setzen Sporen frei. Die Art durchläuft einen wahrscheinlich makrozyklischen Entwicklungszyklus mit Spermogonien, Aecien, Uredien und Telien und vollzieht keinen Wirtswechsel.